# Тбилисское Нахимовское военно-морское училище
Тбилисское нахимовское военно-морское училище — нахимовское училище, существовавшее в 1943—1955 годах в городе Тбилиси.

## Корпуса
В Тбилисском корпусе до 1940 года располагалась сш 2, а с 1940 по 1943 годы военный госпиталь 40. Имелся приморский спортивный корпус в Кобулети, лагерь на Черноморском побережье.
Ныне в здании располагается Министерство образования и науки Грузии.

## История
Создано приказом Народного комиссара Военно-Морского Флота Н. Кузнецова от 16 октября 1943, стало первым нахимовским училищем в СССР. В 1955 году было расформировано.

## Начальники училища
- контр-адмирал Рыбалтовский, Владимир Юльевич, декабрь 1943 — июнь 1944
- капитан 1 ранга Алексеев, Игорь Иванович, июнь 1944 — апрель 1950
- капитан 1 ранга Гаврилин, Георгий Иванович, апрель 1950 — август 1952
- контр-адмирал Новиков, Николай Дмитриевич, январь 1953—1955

## Выпускники училища
- Соколов, Валентин Евгеньевич — капитан 1-го ранга, командир атомной подводной лодки «К-469».
- Филипьев, Юрий Петрович — капитан 1-го ранга, командир корабля-испытателя.
- Бойко, Анатолий Павлович — капитан 1 ранга, командир подводной лодки «К-316»[1].
- Карпов, Эдуард Гаврилович — доктор технических наук, профессор, лауреат Ленинской премии.
- Пивнев, Юрий Степанович — контр-адмирал, командир подводного атомохода, затем командовал дивизией стратегических подводных ракетоносцев, а после этого несколько лет возглавлял Ленинградскую организацию ДОСААФ.[2]
- Рахманин, Владимир Анатольевич — член Союза писателей России, автор книг «Исповедь начальника протокола», «Поцелованные небесами».
- Сологуб, Юрий Константинович — полковник, был начальником военно-морского строительного управления на Камчатке, почётный гражданин Вилючинска.[3]